# Iglesia de Santa Ana (Montadó)

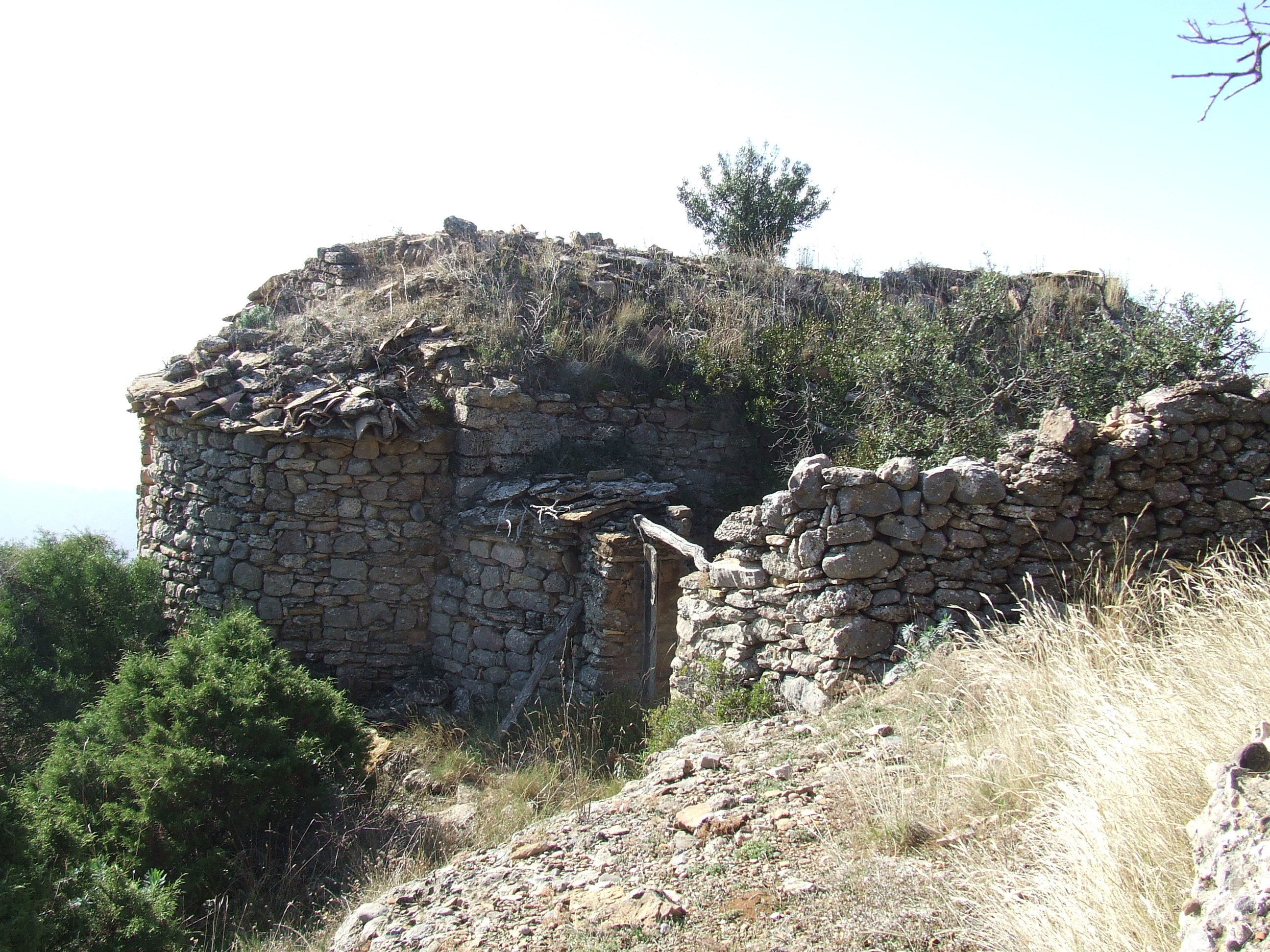
Vista de la iglesia desde el norte.

La Iglesia de Santa Ana de Montadó, o Santa Ana y San Martín, es una iglesia románica del término de Isona y Conca Dellá, del antiguo término de Benavent de la Conca, dentro de su enclave de Montadó.

## Historia
Perteneció históricamente al priorato de Meià, a principios del siglo XX era una de las sufragáneas que dependían de la iglesia de Santa Margarida de Benavent.
Es un edificio de una sola nave, cubierta con bóveda de cañón. Tiene tres arcos formeros en la pared norte y, en cambio, no tiene en el sur. No es la única asimetría del templo: el ábside principal está hacia levante, como es común en todo el arte medieval y está complementado por una absidiola en el muro septentrional abierta en el primero de los arcos formeros antes mencionados. Es interesante el conjunto de arcos que se abren en este sector de la iglesia.
La puerta se encuentra orientada a mediodía, y tiene un arco de medio punto. A sus pies hay una terraza que se asoma al abismo: el muro de poniente está cortado a plomo sobre el risco mismo. Apenas hay ornamentaciones, en esta iglesia, salvo las mismas que forman parte de la obra: una ventana cruciforme, dos ventanas de doble derrame (una en la fachada sur y la otra hacia levante, en el centro del ábside) y dos aspilleras estrechas encima de la puerta.
El ábside contiene las muestras decorativas más importantes: arquerías lombardas en series de dos arcos, separadas por lesenas. Lamentablemente, esta decoración está en parte destruida.
En el Museo Nacional de Arte de Cataluña se conservan dos muestras de madera policromada románica: un frontal de altar del siglo XIII y una mesa de baldaquino.
Debido a la decadencia del lugar, ya desde el siglo XVI se quedó sin sacerdote, y se ocuparon los canónigos de la Virgen del Buen Reposo, los cuales, tras un siglo de prestar el servicio parroquial, fueron confirmados en 1662. En 1786, con ocasión de una visita pastoral, el Obispo de Urgel Josep Boltas pretendió quedarse con los derechos de esta parroquia, lo que no consiguió por la defensa de los derechos hecha por Jaime Pascual, canónigo eminente de Bellpuig de las Avellanas, monasterio del que dependía la iglesia del Buen Reposo.